# مد اوندو
مد اوندو (فرانسوی: Med Hondo‎؛ ۴ مهٔ ۱۹۳۶ – ۲ مارس ۲۰۱۹) بازیگر، صداپیشه، کارگردان فیلم، فیلم‌نامه‌نویس و تهیه‌کننده فیلم موریتانایی‌الاصل اهل فرانسه بود. او که یکی از پدران بنیان‌گذار سینمای آفریقا به شمار می‌رود، به خاطر فیلم‌های جنجالی‌اش که به مسائلی همچون روابط نژادی و استعمار می‌پردازند، شناخته شده است.
از فیلم‌ها یا برنامه‌های تلویزیونی که وی در آن نقش داشته‌است می‌توان به مذکر، مؤنث، سارائونیا و ۱۸۷۱ اشاره کرد. وی صداپیشگی آثار مهمی چون شرک، شیرشاه، پروفسور دیوانه و هفت را بر عهده داشته است.
وی همچنین برندهٔ جوایزی همچون پلنگ طلایی شده‌است.